# Ottumwa
Ottumwa ist eine Stadt (mit dem Status „City“) und Verwaltungssitz des Wapello County im US-amerikanischen Bundesstaat Iowa. Im Jahr 2010 hatte Ottumwa 25.023 Einwohner, deren Zahl sich bis 2013 auf 24.840 verringerte. Das U.S. Census Bureau hat bei der Volkszählung 2020 eine Einwohnerzahl von 25.529 ermittelt.
Der U.S. Navy Hafenschlepper USS Ottumwa (YTB-761) wurde nach der Stadt benannt.

## Geografie
Ottumwa liegt im mittleren Südosten Iowas am Des Moines River, einem rechten Nebenfluss des Mississippi. Dieser bildet rund 130 km östlich die Grenze Iowas zu Illinois; die Grenze zu Missouri verläuft rund 50 km südlich.
Die geografischen Koordinaten von Ottumwa sind 41°01′12″ nördlicher Breite und 92°24′41″ westlicher Länge. Das Stadtgebiet erstreckt sich über eine Fläche von 42,81 km², die sich auf 41,08 km² Land- und 1,73 km² Wasserfläche verteilen. Ottumwa liegt überwiegend in der Center Township, erstreckt sich aber auch in die Richland und die Dahlonega Township.
Nachbarorte von Ottumwa sind Fremont (23,7 km nördlich), Hedrick (23,7 km nordöstlich), Agency (10,3 km östlich), Batavia (24 km in der gleichen Richtung), Eldon (23,6 km südöstlich), Floris (23,1 km südsüdöstlich), Blakesburg (24,3 km westsüdwestlich) und Chillicothe (15,7 km nordwestlich).
Die nächstgelegenen größeren Städte sind Waterloo (183 km nördlich), Cedar Rapids (161 km nordnordöstlich), Iowa City (141 km nordöstlich), die Quad Cities in Iowa und Illinois (215 km ostnordöstlich), Peoria in Illinois (283 km ostsüdöstlich), Illinois’ Hauptstadt Springfield (339 km südöstlich), St. Louis in Missouri (407 km südsüdöstlich), Kansas City in Missouri (352 km südwestlich), Nebraskas größte Stadt Omaha (330 km westlich) und Iowas Hauptstadt Des Moines (136 km nordwestlich).

## Verkehr
Der U.S. Highway 63 bildet die östliche Umgehungsstraße von Ottumwa. Von diesem zweigt der U.S. Highway 34 in westlicher Richtung ab, führt als Hauptstraße durch das Zentrum der Stadt und trifft dort mit den Iowa State Highways 23 und 149 zusammen. Alle weiteren Straßen sind untergeordnete Landstraßen, teils unbefestigte Fahrwege sowie innerörtliche Verbindungsstraßen.
Mit dem Ottumwa Regional Airport befindet sich 13,4 km nordnordwestlich des Stadtzentrums ein Flugplatz für Allgemeine Luftfahrt. Die nächsten Verkehrsflughäfen sind der Des Moines International Airport (138 km westnordwestlich), der Eastern Iowa Airport in Cedar Rapids (169 km nordnordöstlich), der Quad City International Airport bei Moline in Illinois (224 km ostnordöstlich) und der Southeast Iowa Regional Airport von Burlington (131 km ostsüdöstlich).

### Schienenverkehr

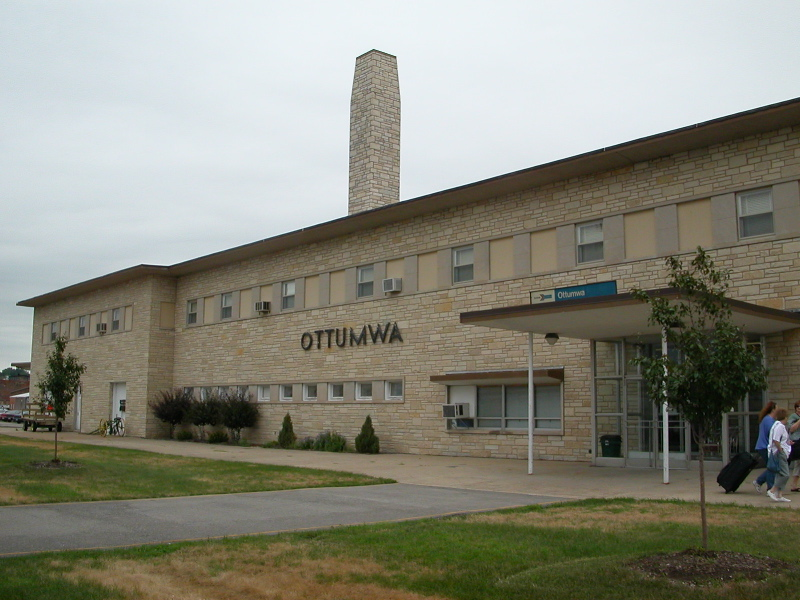
Amtrak Station Ottumwa

In Ottumwa kreuzen sich die frühere CBQ-Ost-West-Hauptstrecke der BNSF Railway von Chicago nach Omaha sowie die frühere Milwaukee Road-Nordost-Südwest-Strecke von Davenport nach Kansas City der Canadian Pacific Railway.
Die nach Süden führende Wabash Railroad-Nebenstrecke nach Moulton wurde in den 1980er Jahren genauso stillgelegt wie die Nordwest-Südost-Strecke der Chicago, Rock Island and Pacific Railroad von Des Moines nach Keokuk. Nicht mehr in Betrieb sind außerdem die Strecken der Ottumwa and Kirkville Railroad und der Chicago Fort Madison and Des Moines Railway.
In Ottumwa ist ein Zwischenhalt des Amtrak-Fernzuges California Zephyr (Chicago–San Francisco). Der von der Chicago, Burlington and Quincy Railroad 1951 errichtete und heute von Amtrak genutzte Bahnhof ist seit im NRHP gelistet.

## Geschichte
1851 wurde Ottumwa durch ein Hochwasser zerstört. 1857 begann entlang des Bear Creek vier Meilen westlich von Ottumwa der Kohleabbau. Im Jahre 1914 wurden über 100.000 Tonnen in der Gegend von Ottumwa abgebaut.

## Bevölkerung
Nach der Volkszählung im Jahr 2010 lebten in Ottumwa 25.036 Menschen in 10.251 Haushalten. Die Bevölkerungsdichte betrug 609,1 Einwohner pro Quadratkilometer. In den 10.251 Haushalten lebten statistisch je 2,36 Personen.
Ethnisch betrachtet setzte sich die Bevölkerung zusammen aus 90,2 Prozent Weißen, 1,9 Prozent Afroamerikanern, 0,6 Prozent amerikanischen Ureinwohnern, 0,9 Prozent Asiaten, 0,2 Prozent Polynesiern sowie 4,5 Prozent aus anderen ethnischen Gruppen; 1,8 Prozent stammten von zwei oder mehr Ethnien ab. Unabhängig von der ethnischen Zugehörigkeit waren 11,3 Prozent der Bevölkerung spanischer oder lateinamerikanischer Abstammung.
23,3 Prozent der Bevölkerung waren unter 18 Jahre alt, 60,7 Prozent waren zwischen 18 und 64 und 16,0 Prozent waren 65 Jahre oder älter. 51,6 Prozent der Bevölkerung waren weiblich.
Das mittlere jährliche Einkommen eines Haushalts lag bei 37.901 USD. Das Pro-Kopf-Einkommen betrug 21.539 USD. 21,3 Prozent der Einwohner lebten unterhalb der Armutsgrenze.

## Bekannte Bewohner
- Sanford Kirkpatrick (1842–1932), demokratischer Abgeordneter des US-Repräsentantenhauses (1913–1915), lebte jahrelang in Ottumwa
- Charles W. Thompson (1867–1950), Vizegouverneur von Kansas (1933–1937), geboren und teilweise aufgewachsen in Ottumwa
- Jacob Schick (1877–1937), Erfinder und Unternehmer, geboren und aufgewachsen in Ottumwa
- Archie Alexander (1888–1958), Gouverneur der Amerikanischen Jungferninseln (1954–1955), geboren und aufgewachsen in Ottumwa
- Hal Walker (1896–1972), Filmregisseur und Regieassistent, geboren in Ottumwa
- Donald E. Keyhoe (1897–1988), Offizier und Autor, aufgewachsen in Ottumwa
- Karen Morley (1909–2003), Schauspielerin, geboren und teilweise aufgewachsen in Ottumwa
- Herschel C. Loveless (1911–1989), 34. Gouverneur von Iowa (1957–1961), lebte lange in Ottumwa
- Roy Lee Williams (1915–1989), Gewerkschaftsfunktionär, geboren in Ottumwa
- Deane Stoltz (1929–2006), Unternehmer, geboren in Ottumwa
- Beverley Owen (1937–2019), Schauspielerin, geboren in Ottumwa
- Steve Bales (* 1942), Raumfahrtingenieur bei der NASA, geboren in Ottumwa
- H. Roger Grant (1943–2023), Historiker, geboren in Ottumwa
- Steve Hooks (1946–2019), Jazzmusiker und -komponist, geboren und aufgewachsen in Ottumwa
- Walter Day (* 1949), Unternehmer und Gründer des Unternehmens Twin Galaxies in Ottumwa
- Mariannette Miller-Meeks (* 1955), Augenärztin und Politikerin, lebt in Ottumwa
- Tom Arnold (* 1959), Schauspieler, geboren und aufgewachsen in Ottumwa
- Thomas Hennen (* 1978), römisch-katholischer Bischof von Baker